# Manufacture Vosgienne des Grandes Orgues Bernard Dargassies

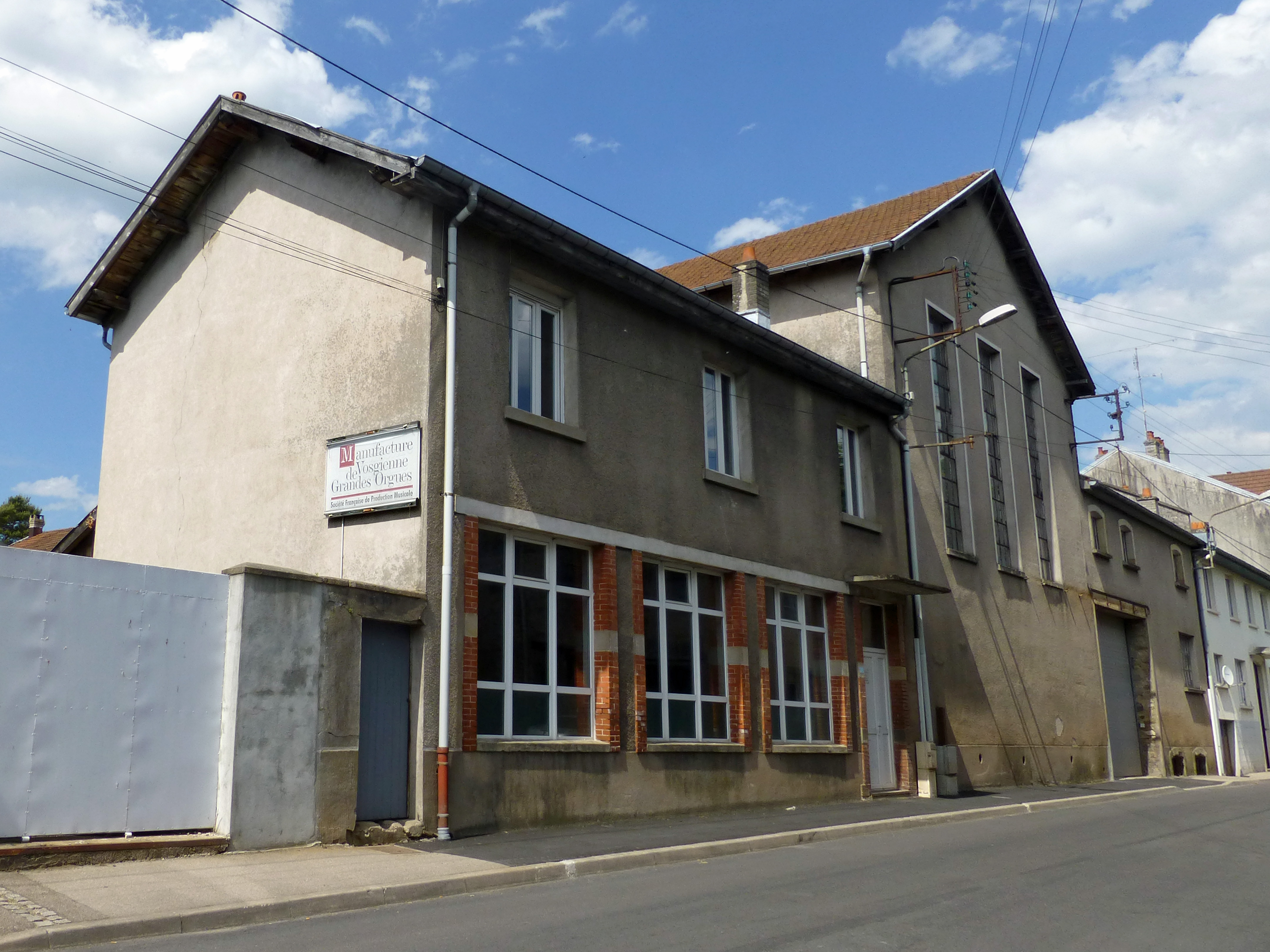
Firmengebäude in Rambervillers (88)

Manufacture Vosgienne des Grandes Orgues Bernard Dargassies ist ein französisches Orgelbauunternehmen mit Sitz im lothringischen Rambervillers.

## Geschichte
Das Unternehmen wurde 1979 durch Bernard Dargassies (* 1954 in Paris) gegründet, der das Orgelbauerhandwerk bei Danion-Gonzalez und Gutschenritter-Masset gelernt hatte. 1988 übernahm Dargassies den vogesischen Zweig der Orgelbaufirma Gonzalez in Rambervillers und verlagerte seine Werkstatt in die dort vorhandenen Räumlichkeiten, die ursprünglich zur Firma Jacquot-Lavergne gehört hatten. Seit 2007 existiert ein Filialbetrieb unter dem Namen Atelier de Facture d’Orgues Bernard Dargassies in Fontenay-sous-Bois bei Paris.
Die ab 1880 errichteten Gebäude des Unternehmens wurden 2012 als Monument historique eingetragen.

## Werkliste (Auswahl)
| Jahr | Ort                        | Kirche                                        | Bild | Man.  | Reg.    | Bemerkungen/Quellen |
| ---- | -------------------------- | --------------------------------------------- | ---- | ----- | ------- | --- |
| 1978 | Chambourcy                 | Saint-Clotilde                                |      | II/P  | 6       | |
| 1988 | Bourron-Marlotte           | Saint-Sévère                                  |      | II/P  | 10      | |
| 1989 | Chelles                    | Sainte-Blathilde                              |      | II/P  | 19      | |
| 1991 | Paris                      | Saint-Jean-Bosco                              |      | II/P  | 22 (32) | Elektrische Spiel- und Registertraktur.                                                                                 |
| 1993 | Paris                      | Saint-François-Xavier                         |      | III/P | 64      | |
| 1997 | Paris                      | Notre-Dame-du-Perpétuel-Secours               |      | III/P | 62      | Elektrische Spiel- und Registertraktur. Unter Verwendung von historischem Pfeifenmaterial verschiedener Pariser Orgeln. |
| 1998 | Antony                     | Saint-Maxime                                  |      | III/P | 7 (34)  | Multiplexorgel |
| 2015 | Saint-Jean-aux-Bois (Oise) | Abteikirche Notre-Dame-et-Saint-Jean-Baptiste |      | III/P | 10 (54) | Hybridorgel mit 10 Pfeifen- und 44 digitalen Registern des Herstellers Allen und vollelektrischen Trakturen.            |